# Jamie Doran

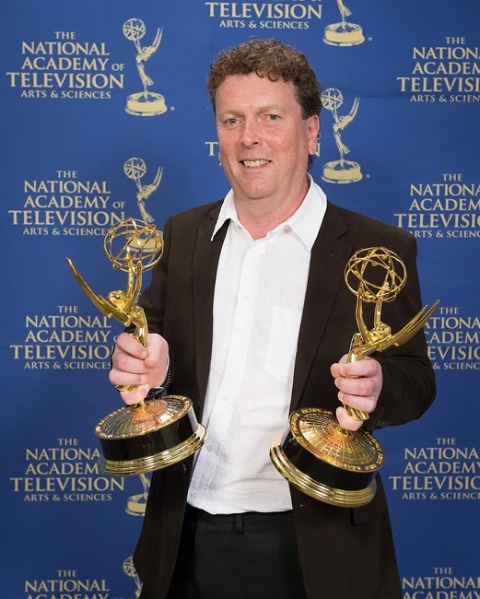
Jamie Doran bei den 34. Annual News and Documentary Emmys

Jamie Doran (* 19**) ist ein Dokumentarfilmer, der sieben Jahre lang für die BBC arbeitete, bevor er 2008 eine eigene Fernsehfirma, Clover Films, gründete. Doran wuchs in Glasgow auf.

## Filmographie
- 1994 Die rote Bombe (The Red Bomb)
- 2002 Das Massaker von Mazar (Afghan Massacre: The Convoy of Death) – Dokumentarfilm, der mutmaßliche Kriegsverbrechen an Soldaten der Taliban im November 2001 durch Truppen der afghanischen Nordallianz thematisiert.
- 2003 ‘Das ist ein schmutziges Geheimnis …‘ – US-Kampfpiloten unter Drogen (ARD, 25. Juni 2003)
- 2004 Jimmy Johnstone: Lord of the Wing (2004) – über eine Fußballkarriere
- 2004 Kinder als Versuchskaninchen – Medizin-Skandal in New York (Guinea Pig Kids) (NDR-Fernsehen, 14. Dezember 2004; ARD, 18. August 2005)